# Oak Park (Michigan)
 Denne artikel omhandler byen i den amerikanske delstat Michigan. Opslagsordet har også en anden betydning, se Oak Park.
Oak Park er en by i den sydøstlige del af staten Michigan i USA. Den ligger i det amerikanske county Oakland County og er forstad til storbyen Detroit. Byen har 29.560 (2020) indbyggere.